# Benjamin Moser
Benjamin Moser est un pianiste allemand né le 3 mai 1981 à Munich en Bavière.

## Biographie
Benjamin Moser est né le 3 mai 1981 à Munich,. 
Il provient d'une famille de musiciens : il est le fils de la soprano canadienne Edith Wiens et du violoncelliste allemand Kai Moser, ainsi que le frère du violoncelliste Johannes Moser,,.

## Formation
Benjamin Moser reçoit ses premières leçons de piano de Hildegard Müller-Besemann à l'âge de cinq ans.
Après avoir remporté plusieurs premiers prix lors de concours pour la jeunesse, il entreprend des études avec Michael Schäfer à l'école de musique et de théâtre de Munich (Hochschule für Musik und Theater München), dont il est diplômé en 2001,,,.
Il les continue à partir de 2002 avec Klaus Hellwig à l'université des arts de Berlin (Universität der Künste Berlin), dont il est diplômé en 2006,,,.

## Prix
- 2000 : Concours international de piano Adilia Alieva pour jeunes pianistes à Gaillard (Haute-Savoie)[6] ;
- 2001 : concours de piano Seiler à Kitzingen[6] ;
- 2004 : concours de piano Artur Schnabel à Berlin : premier prix[6] ;
- 2005 : Prix Steinway à Berlin[6] ;
- 2006 : Young Concert Artists European Auditions à Leipzig[6] ;
- 2007 : International Young Concert Artists Auditions à New York : premier prix[7],[8] ;
- 2007 : 13e Concours international Tchaïkovski à Moscou : prix de la meilleure interprétation de Tchaïkovski et prix du public[2],[6],[7],[8],[9],[5].

## Répertoire
Le répertoire de Benjamin Moser intègre des œuvres de Bach, Mozart, Beethoven, Schubert, Chopin, Schumann, Liszt, Grieg, Brahms, Tchaïkovski, Rachmaninov, Scriabine, Medtner, Prokofiev, Debussy et Ravel,.

## Discographie partielle
- 2009 : Russian Piano Music, musique de Tchaikovski, Rachmaninov, Scriabin, Medtner et Prokofiev (label OehmsClassics)
- 2011 : French Piano Music - Benjamin Moser plays Debussy and Ravel (label OehmsClassics)
- 2015 : Beethoven & Schubert: The Last Sonatas (label AvI Classics)

## Accueil critique
Le New York Times a salué Benjamin Moser pour son jeu organique et entier (« organic sweep and full-bodied character » of his pianism).
Ses enregistrements Russian Piano Music et Beethoven & Schubert: The Last Sonatas ont reçu respectivement 4 étoiles et 4 étoiles et demi de la part du site AllMusic. Dans sa critique du disque Russian Piano Music sur AllMusic, James Leonard souligne le « brio technique et l'intensité expressive » du jeu de Benjamin Moser, qui est un « ravissement du début à la fin ». Pour lui, « le jeune pianiste allemand a une technique gargantuesque qui peut traiter tout », des subtilités du Prélude de Rachmaninov au jeu musclé de la septième sonate de Prokofiev, mais « il a aussi une âme qui brille dans chaque morceau, une nécessité absolue dans la musique russe ». Leonard conclut en disant que « le disque de Moser devrait être entendu par toute personne intéressée dans la grande interprétation pianistique ».